# Selina Spitz
Selina Spitz (* 16. Februar 1984) ist eine ehemalige österreichische Biathletin.
Selina Spitz vom WSV Vompgab ihr internationales Debüt bei den Juniorenweltmeisterschaften 2002 in Ridnaun. Dort wurde sie 24. des Einzels, 32. des Sprints, 28. der Verfolgung und mit Verena Baumann und Sarah Stanonik Neunte im Staffelrennen. Ein Jahr später belegte sie in Kościelisko Platz elf im Einzel und wurde 31. des Sprints, 37. des Verfolgungsrennens und mit Sarah Stanonik und Daniela Biechl Platz 14 im Staffelrennen. Daneben bestritt sie mehrere Rennen in Europacup der Juniorinnen ohne nennenswerte Ergebnisse zu erreichen.
Ihre größten Erfolge erreichte Spitz national. Bei den Österreichischen Meisterschaften 2002 gewann sie mit Sandra Flunger und Andrea Grossegger als erste Vertretung des Bundeslandes Salzburg den Titel im Staffelrennen. 2003 wiederholte sie den Titelgewinn im Staffelrennen an der Seite von Sandra Flunger und Daniela Biechl. 2004 gewann sie mit Sandra Flunger und Sarah Stanonik nochmals Bronze im Staffelrennen. Zudem gewann sie im Sprint und auch im Verfolgungsrennen hinter Nicole Pfluger die Vizemeistertitel.
Spitz ist mit dem Skilanglauf-Olympioniken Harald Wurm liiert, das Paar hat zwei Kinder.